# 超球面
在高维几何中，超球面（英語：Hypersphere）是指高維空間中，和一定点（称为中心）距離（称为半徑）為定值的點組成的集合。超球面是餘維數為1的流形，其維數比其空間維數少一。超球面的半徑越大，其曲率越小。若曲率趨近於0，稱為超平面。超球面和超平面都屬於超曲面。
超球面（hypersphere）一詞是由Duncan Sommerville在討論非歐氏幾何學的模型時出現的，第一個提的是四維空間中的三維球面。
有些球面不是超球面，若 {\displaystyle S} 是Em的球體，而所在空間為 {\displaystyle n}， {\displaystyle m<n}，則 {\displaystyle S} 不是超球面。同樣的，任何空間內flat內的N维球面也不會是超球面，例如在三維空間中，圓不是超球面，但在二維空間中就是超球面。

## 延伸阅读
- Kazuyuki Enomoto (2013) Review of an article in International Electronic Journal of Geometry.MR3125833
- Jemal Guven (2013) "Confining spheres in hyperspheres", Journal of Physics A 46:135201,  doi:10.1088/1751-8113/46/13/135201